# Празеодим
Празеодим е химичен елемент със символ Pr, атомен номер 59 и принадлежащ към групата на лантанидите.